# Маркес Рорис, Пауло Роберто
Пауло Роберто Маркес Рорис (исп. Paulo Roberto Marques Roris ; 12 августа 1967, Рио-де-Жанейро, Бразилия), более известный как просто Пауло Роберто — бразильский и испанский футболист, игрок в мини-футбол. Более всего известен выступлениями за испанский клуб «Эль-Посо» и сборную Испании по мини-футболу.

## Биография
Уроженец Бразилии Пауло Роберто перебрался в Испанию на родину своего деда в 1988 году и тогда же дебютировал в испанской лиге за «Марсанс Торрехон». В 1992 году он выиграл с клубом Кубок Испании и вскоре покинул его, став игроком мадридского «Редислогара». А сезоном позже Пауло Роберто перешёл в мурсийский «Эль-Посо», где и провёл все оставшиеся 11 лет своей игровой карьеры. За эти годы он в составе мурсийцев становился чемпионом Испании, дважды выигрывал национальный суперкубок и однажды кубок.
В составе сборной Испании Пауло Роберто стал чемпионом мира 2000 года, а в 1996 и 2001 году выигрывал Чемпионат Европы по мини-футболу. На первенстве 1996 года натурализованный бразилец забивал голы в каждом матче, в том числе ему удался и один дубль — в полуфинале. Эти успехи принесли ему звание лучшего игрока турнира. Ещё один важный гол Пауло Роберто забил на Чемпионате мира 2000 года — в ворота сборной России в полуфинале.
В 2004 году Пауло Роберто был награждён за спортивные заслуги королём Испании Хуаном Карлосом I. Вскоре он завершил игровую карьеру и на протяжении четырёх лет занимал пост спортивного директора «Эль-Посо».

## Достижения
- Чемпион мира по мини-футболу 2000
- Чемпион Европы по мини-футболу (2): 1996, 2001
- Чемпион Испании по мини-футболу 1997/98
- Обладатель Кубка Испании по мини-футболу (3): 1992, 1995, 2003
- Обладатель Суперкубка Испании по мини-футболу 1995
- Обладатель Кубка обладателей кубков по мини-футболу 2003